# Pseudophaloe stenoxantha
Pseudophaloe stenoxantha är en fjärilsart som beskrevs av Erich Martin Hering 1925. Pseudophaloe stenoxantha ingår i släktet Pseudophaloe och familjen björnspinnare. Inga underarter finns listade.